# Christopher Lee
Sir Christopher Frank Carandini Lee, angleški igralec in glasbenik, * 27. maj 1922, Belgravia, Westminster, Anglija, † 7. junij 2015, London.
Christopher Lee je zaslovel z vlogo grofa Drakule, ki jo je uprizoril v seriji filmov, kasneje pa še z vlogo Sarumana v filmski trilogiji Gospodar prstanov in grofa Dookuja v novi trilogiji Vojne zvezd. Igral je v kar 266 filmih, kar je svetovni rekord. Prepoznaven je bil predvsem po svojem močnem, globokem glasu.